# ルキウス・コルネリウス・レントゥルス (紀元前199年の執政官)
ルキウス・コルネリウス・レントゥルス（ラテン語: Lucius Cornelius Lentulus、- 紀元前173年？）は、紀元前3世紀後期から紀元前2世紀前半の共和政ローマの政務官。紀元前199年に執政官（コンスル）を務めた。

## 出自
エトルリアに起源を持つパトリキ（貴族）であるコルネリウス氏族の出身であるが、コルネリウス氏族はローマでの最も強力で多くの枝族を持つ氏族でもあった。レントゥルスのコグノーメン（第三名、家族名）は、lentes（レンズ豆）に由来すると考えられており、それが最初に確認できる人物は、ルキウス・コルネリウス・レントゥルス (紀元前327年の執政官)であるが、氏族の他の人間との関係は不明である。
父はルキウス・コルネリウス・レントゥルス・カウディヌス (紀元前237年の執政官)、祖父はルキウス・コルネリウス・レントゥルス・カウディヌス (紀元前275年の執政官)で、凱旋式を挙行している。
兄はグナエウス・コルネリウス・レントゥルス (紀元前201年の執政官)。

## 経歴
ルキウス・コルネリウス・レントゥルスという名前の人物はしばしば記録に登場し、紀元前211年の法務官（プラエトル）でサルディニア属州総督、紀元前209年のマルクス・クラウディウス・マルケッルスのレガトゥス（副官）でガイウス・クラウディウス・ネロの同僚、紀元前205年の高級按察官（アエディリス・クルリス）。加えて、紀元前209年にはルキウス・コルネリウス・レントゥルス・カウディヌスがアエディリス・クルリスを務めたとされる。歴史家フリードリッヒ・ミュンツァーは紀元前205年のアエディリス・クルリスが紀元前199年の執政官レントゥルスであるとしている。一方で、紀元前205年のアエディリス・クルリスは彼のいとこのプブリウスが誤記されたものとの説もあり、この場合、紀元前209年のアエディリス・クルリスが紀元前199年の執政官と思われる。また紀元前211年の法務官が紀元前199年の執政官と同一人物との意見もある。
紀元前213年、この年死去したシビュラの書担当十人委員ガイウス・パピリウス・マソの後任に、ルキウス・コルネリウス・レントゥルスが選出されており、当項目のレントゥルスの事とも考えられる。この人物は紀元前173年に死去し、後任にアウルス・ポストゥミウス・アルビヌス・ルスクスが選出されている。
第二次ポエニ戦争中の紀元前206年、プブリウス・コルネリウス・スキピオ（後のアフリカヌス）がローマ市に戻る際、レントゥルスとルキウス・マンリウス・アキディヌス（en）の両名を執政官代理（プロコンスル）権限でイベリア半島に残した記録が残っている。レントゥルスもアキディヌスも執政官の経験はなかったが、この任命は民会で正式に認められたと思われる。
スキピオは年末の政務官選挙までにローマへ戻るために、イベリアを去るにあたり、従属した現地部族と寛大な講和条約を結んでいた。征服した土地に守備部隊を置かず、武装解除も求めず、また捕虜さえもとらなかった。その結果、翌紀元前205年には一部の部族が反乱を起こした。ティトゥス・リウィウスによると反乱軍は34,000の兵力を有したが、レントゥルスとアキディヌスに敗北した。反乱した部族はローマに賠償金を支払い、また人質を差し出した。
イベリアにおけるレントゥルスのインペリウム（軍事指揮権）は何度も更新され、ローマに戻ったのは紀元前200年のことであった。レントゥルスは凱旋式の実施を求めたが、元老院は彼の勝利の価値は認めたものの、独裁官、執政官、法務官を経験していない将軍が凱旋式を実施した前例は無いとしてこれを認めず、代わりに小凱旋式の実施を認めた。
紀元前199年、同僚のプレプス（平民）プブリウス・ウィッリウス・タップルスと共に執政官に選出されると、タップルスは第二次マケドニア戦争のためにバルカン半島に出征し、レントゥルスはイタリアを担当したが、ガリア・キサルピナで敗北した法務官グナエウス・バエビウス・タンピルスの代わりに軍の指揮を執った。しかし、年末の政務官選挙のためにローマに戻る必要があり、戦況を好転させることはできなかった。
翌紀元前198年、その年の執政官が到着するまでガリアに残っている。
紀元前196年、レガトゥス（外交使節）としてセレウコス朝シリアのアンティオコス3世とプトレマイオス朝エジプトの仲裁に派遣され、ティトゥス・クィンクティウス・フラミニヌスを補佐する他のレガトゥスと合流した。リシマキア湖（en）で会談が行われたものの、アンティオコスはローマの要求に従うことを拒否、レントゥルス等に対して既にエジプトとは講和したと述べた。レントゥルスはアレクサンドリアに行くことを計画し、実施に訪問したと思われる。

## 参考資料

### 古代の資料
- カピトリヌスのファスティ
- ティトゥス・リウィウス『ローマ建国史』
- アッピアノス『ローマ史』
- ポリュビオス『歴史』

### 研究書
- Broughton T. "Magistrates of the Roman Republic" - New York, 1951. - Vol. I. - P. 600.
- Münzer F. "Cornelii Lentuli" // RE. - 1900. - Bd. VII. - Kol. 1355-1357.
- Münzer F. "Cornelius 188" // RE. - 1900. - Bd. VII. - Kol. 1367-1368.
- Sumner G. "Proconsuls and "Provinciae" in Spain, 218/7 - 196/5 BC" // Arethusa. - 1970. - T. 3.1 . - P. 85-102 .
- Trukhina N. "Politics and politics of the "golden age" of the Roman Republic" - M .: Publishing house of the Moscow State University, 1986. - 184 p.

| 公職                                                                                | 公職                                                          | 公職                                                                                           |
| ----------------------------------------------------------------------------------- | ------------------------------------------------------------- | ---------------------------------------------------------------------------------------------- |
| 先代 プブリウス・スルピキウス・ガルバ・マクシムス II ガイウス・アウレリウス・コッタ | 執政官 同僚：プブリウス・ウィッリウス・タップルス 紀元前199年 | 次代 ティトゥス・クィンクティウス・フラミニヌス セクストゥス・アエリウス・パエトゥス・カトゥス |